# Bucknow Brook
Der Bucknow Brook ist ein Wasserlauf auf der Grenze zwischen Greater Manchester und Lancashire in England. Der Wasserlauf wird auch als Buckow Brook bezeichnet und als Bucklow Brook in seinem Unterlauf.
Er entsteht südlich von Coppull und fließt in östlicher Richtung, bis er nach der Unterquerung der A 5106 road eine südliche Richtung einnimmt. Er mündet in das nördliche Ende des Addlington Reservoir.